# Международная ассоциация тубы и эуфониума
Международная ассоциация тубы и эуфониума (англ. International Tuba Euphonium Association, аббр. ITEA или I.T.E.A; до 2000 года — Всемирная братская ассоциация тубистов англ. Tubists Universal Brotherhood Association, аббр. TUBA или T.U.B.A) — международная организация музыкантов — исполнителей на тубе и эуфониуме.
Всемирная братская ассоциация тубистов была основана в 1973 году в Северной Америке по инициативе музыканта Монреальского симфонического оркестра Роберта Райкера при финансовой поддержке компаний-производителей медных духовых инструментов Conn и Miraphone. Первыми почётными членами организации стали Харви Филлипс, Арнольд Джейкобс и Уильям Белл. В 2000 году организация была реформирована и получила новое название — международная ассоциация тубы и эуфониума.
Несмотря на свой международный статус, эта организация осуществляет свою деятельность преимущественно в США и англоязычных странах. В число задач, декларируемых ассоциацией, входит организация концертов, мастер-классов и конференций, разработка методик преподавания игры на тубе и эуфониуме, усовершенствование конструкции и расширение репертуара этих инструментов. Ассоциация издаёт ежеквартальный журнал ITEA Journal.
Ассоциация тубы и эуфониума учредила ряд наград для исполнителей на тубе и композиторов: в том числе награды имени Харви Филлипса за лучшее музыкальное произведение для тубы и имени Роджера Бобо за лучшую аудиозапись. Наиболее выдающимся музыкантам ассоциация вручает награду за жизненные достижения. За время существования организации такие награды получили 32 человека, в том числе Дон Баттерфилд, Уильям Белл, Роджер Бобо, Арнольд Джейкобс, Ян Куцир, Алексей Лебедев и Харви Филлипс.